# Château de la Sécardais
Le château de la Sécardais est un édifice de la commune de Mézières-sur-Couesnon, dans le département d’Ille-et-Vilaine en région Bretagne.

## Localisation
Il se trouve au nord-est du département et à l'ouest du bourg de Mézières-sur-Couesnon. Il se trouve sur une éminence s'élevant à environ 95 mètres d'altitude et au pied de laquelle passe le sentier de grande randonnée 39.

## Historique
Le château a été construit en 1758 sur les plans d'Antoine Forestier dit le Jeune ; la chapelle Saint Pierre située au nord date de 1608.
Il est rapidement mentionné dans les Mémoires d'outre-tombe de François-René de Chateaubriand (Première partie, Livre V).
Il est inscrit au titre des monuments historiques depuis le 22 juillet 2004,.